# Gasoleros
Gasoleros é uma telenovela argentina produzida pela Pol-ka Producciones e exibida pelo Canal 13 entre 5 de janeiro de 1998 e 30 de dezembro de 1999.

## Elenco
- Juan Leyrado - Héctor Panigazzi
- Mercedes Morán - Roxana Presutti
- Silvia Montanari - Emilia
- Dady Brieva - Tucho
- Nicolás Cabré - Alejo
- Manuel Callau - Jorge
- Cecilia Milone - Isabel
- China Zorrilla - Matilde
- María Fiorentino - Felicidad
- Nicolás Pauls - Sebastián
- Matías Santoianni - Darío
- Pamela Rodríguez - Sandra
- Melina Petriella - Valeria
- Jimena Barón - Loli
- Mariano Martínez - Diego

## Prêmios e indicações
| Ano  | Prêmio               | Categoria                     | Programa         | Resultado |
| ---- | -------------------- | ----------------------------- | ---------------- | --------- |
| 1998 | Prêmio Martín Fierro | Atriz protagonista de comédia | Mercedes Morán   | Venceu    |
| 1998 | Prêmio Martín Fierro | Ator protagonista de comédia  | Juan Leyrado     | Venceu    |
| 1998 | Prêmio Martín Fierro | Atriz coadjuvante             | María Fiorentino | Venceu    |
| 1998 | Prêmio Martín Fierro | Atriz coadjuvante             | Silvia Montanari | Indicado  |
| 1998 | Prêmio Martín Fierro | Ator coadjuvante              | Dady Brieva      | Indicado  |
| 1998 | Prêmio Martín Fierro | Ator coadjuvante              | Manuel Callau    | Venceu    |
| 1998 | Prêmio Martín Fierro | Atuação infantil              | Jimena Barón     | Venceu    |
| 1998 | Prêmio Martín Fierro | Melhor comédia                | Gasoleros        | Venceu    |
| 1999 | Prêmio Martín Fierro | Atriz coadjuvante             | China Zorrilla   | Indicado  |
| 1999 | Prêmio Martín Fierro | Atriz coadjuvante             | Verónica Llinás  | Indicado  |
| 1999 | Prêmio Martín Fierro | Atriz principal               | Alfonsina Nieto  | Venceu    |

## Exibição Internacional

### No Brasil
A primeira temporada de Posto de Gasolina foi exhibida pela Rede Globo de segunda a sexta às 15h. A segunda temporada do Posto de Gasolina também foi exhibida pela Rede Record de segunda a sexta ás 16h30. 